# Subaru Pleo
Subaru Pleo – samochód należący do segmentu kei-car produkowany przez Subaru.
Jego produkcja została uruchomiona 9 października 1998, został wprowadzony jako następca modelu Vivio. Nastąpiło to po zmianie przepisów dotyczących segmentu kei-car. 8 grudnia 2003 wprowadzono pokrewny model – R2. Pomimo tego Pleo wciąż pozostaje w sprzedaży. Dostępny jest z kilkoma wersjami silnika R4 o pojemności 658 cm³: SOHC, DOHC oraz z doładowaniem mechanicznym, do wyboru są dwie opcje wyposażenia.